# Günter Unger (Musikmanager)
Günter Unger (* 7. April 1958 in Ried im Innkreis) ist ein österreichischer Musikmanager und Unternehmer.

## Leben
Unger wuchs in seinem Geburtsort auf. Nach dem Besuch der Volks- und Handelsschule in seiner Heimatstadt absolvierte er eine Ausbildung zum Bürokaufmann beim Musikhaus Maurus.
Seine berufliche Laufbahn begann im Jahr 1979 im Vertrieb bei WEA Records. In seiner 33-jährigen Major-Label-Laufbahn durchlief er weitere Stationen als Vertriebsleiter, Sales Manager, A&R und zuletzt Sales Director bei Warner Music Group Austria.
Im Jahr 2009 machte er sich selbstständig und gründete die Entertainment Quarter GmbH, eine Agentur für Künstler, die alle Bereiche rund um Label, Promotion, Management, Verlag und Booking abdeckt. Er arbeitete mit Künstlern wie Al Bano, Olivia Newton-John, Hubertus von Hohenlohe, Eric Papilaya und Céline Roscheck zusammen. 2011 initiierte er gemeinsam mit Matthias Euler-Rolle „Austria Deluxe TV“, ein Lifestyle-Format auf Austria 9.
Von 2014 bis 2021 war Unger Manager von Parov Stelar und verantwortete mit seiner EQ GmbH auch Etage Noir Recordings, die im Jahr 2004 vom oberösterreichischen Musiker und Produzent Marcus Füreder gegründet wurde, bei dem er als Parov Stelar veröffentlicht. Sie veranstalteten weltweit Konzerte und erhielten Auszeichnungen wie z. B. Doppelplatin für die Single All Night in Italien.
Ein weiterer Höhepunkt im Schaffen von Günter Unger ist die Nr. 1 mit dem Song The Sun von Parov Stelar in den US iTunes Electronic Charts.
Parov Stelar und Günter Unger beendeten 2021 ihre Zusammenarbeit nach neun Jahren, in denen sie zehn Amadeus-, Gold- und Platin-Auszeichnungen erhielten.
Seit 2021 hat Günter Unger mit Leon Löwentraut einen neuen Klienten der von Forbes 2021 auf Platz 3 der 30under30 Liste geführt wird.
Am 28. April 2023 fand die 23. Amadeus Austrian Music Awards im Wiener Volkstheater statt. Lumix feat. Pia Maria erhalten 2 Amadeus Awards für Song des Jahres und für Electronic Dance, Günter Unger hat das Project für den ESC 2022 in Turin an den Start gebracht.
Günter Unger arbeitet ab 2024 mit Künstler als Premium Influencer die mit ihrer Reichweite als Brand Partner und Markenbotschafter agieren können. „Die Geigerin Nina Sofie eignet sich perfekt für die Umsetzung“, so der Top Manager im TV 1 Interview und im Oberösterreicher.
Unger lebt in Palma de Mallorca und Aurolzmünster, ist verheiratet und hat eine Tochter.